# Либарс, Герман
Герман Либарс (нидерл. Herman Liebaers) (1 февраля 1919, Тинен, Бельгия — 9 ноября 2010, Жет, Бельгия) — бельгийский библиотекарь, доктор философии Гентского университета (1955).

## Биография
Родился 1 февраля 1919 года в Тинене. После окончания средней школы поступил в два университета одновременно — Брюссельском и Гентском. В 1943 году поступил на работу в Королевскую библиотеку Альберта I, где он до 1954 года работал библиотекарем. В 1956 году был избран директором данной библиотеки. При нём построено новое здание библиотеки, которое строилось с 1956 по 1969 год, и создан Национальный центр научно-технической документации и информации, который был открыт в 1964 год. Благодаря ему Королевская библиотека превратилась из обычной библиотеки в национальный культурный центр.

## Членство в обществах
- 1967-69 — 1-й Вице-президент ИФЛА.
- 1969-74 — Президент ИФЛА.
- 1974-???? — Почётный президент ИФЛА.